# Sebastián de Almonacid

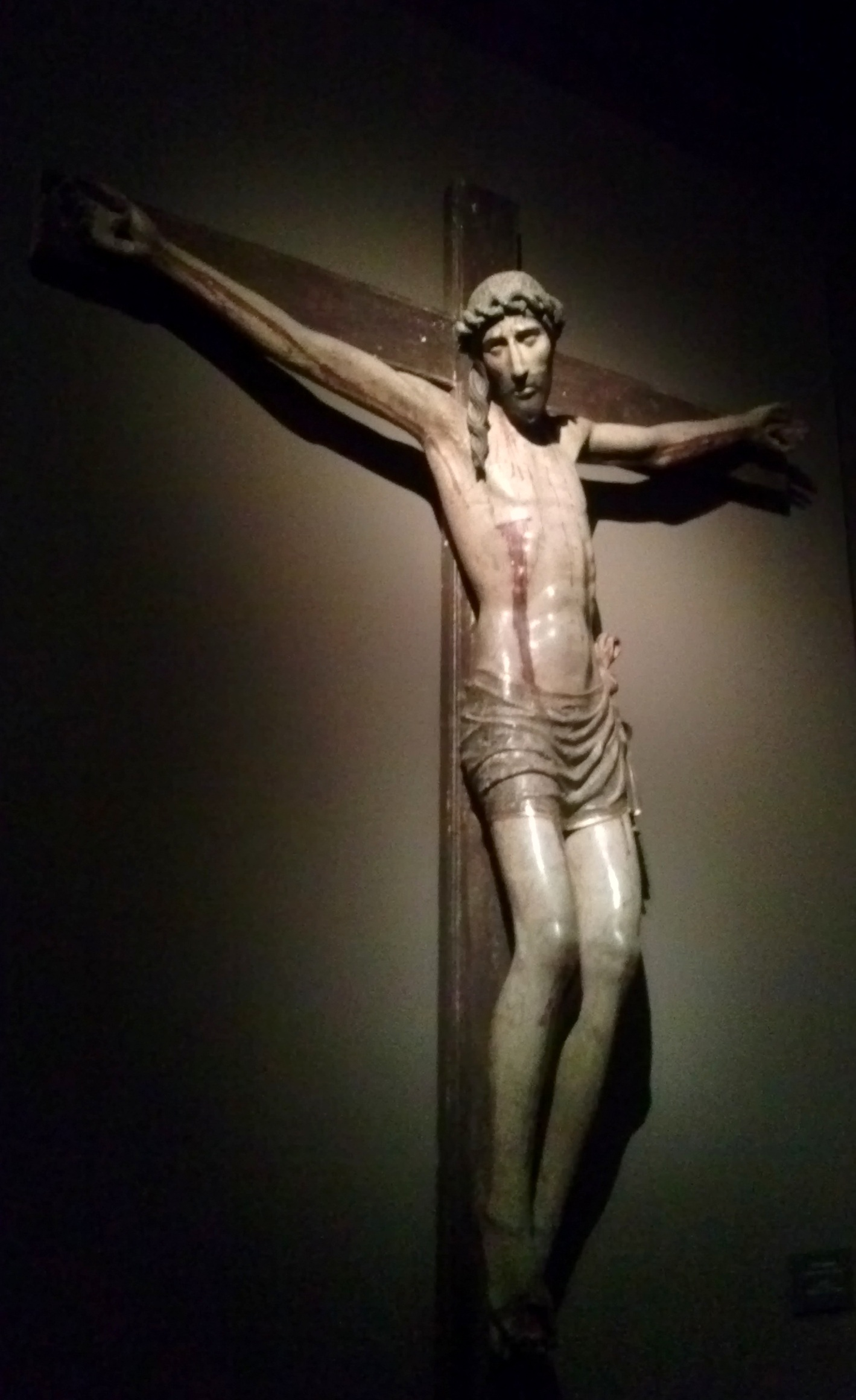
Crist crucificat atribuït a Sebastián de Almonacid.

Sebastián de Almonacid (1460 - 1526) va ser un escultor nascut a Torrijos, encara que hi ha qui opina que ho va fer a Almonacid de Toledo, a causa del seu cognom. S'acostuma a identificar amb Sebastián de Toledo, encara que no se sap amb seguretat si són la mateixa persona. És un dels artistes pertanyents a l'anomenat Grup Torrijos, format al taller d'Egas Cueman, entre els quals es troben Enrique Egas, Juan Guas i Alonso de Covarrubias, tots ells vinculats a aquesta ciutat d'una manera o una altra. La seva activitat es desenvolupa fonamentalment a Guadalajara, Segòvia i Toledo, quasi sempre treballant al costat de Juan Guas.
La seva obra destaca en les escultures funeraries, destacant entre elles "El doncel de Sigüenza" a la catedral de Sigüenza i part del retaule major de la catedral de Toledo i la capella de Santiago o del Conestable a la mateixa catedral.